# Schulterstück (Uniform)
Schulterstück, früher Achselstück, in Österreich Achselschlinge, in Deutschland ab den 60er-Jahrendes 19. Jahrhunderts allgemein übliche Rangbezeichnung der Offiziere; entstanden aus der reich verzierten, aus Stoff, Metall oder Leder bestehenden, auf der Schulter getragenen Epaulette (gebräuchlich ab Mitte des 18. Jahrhunderts).
Ab 1888 trugen in Deutschland Offiziere bis Hauptmann Schulterstücke mit Silberplattenschnüren, Stabsoffiziere solche aus geflochtener Silber-, Generale solche aus goldener Schnur; nach 1945 war das Schulterstück nur noch in der Nationalen Volksarmee der DDR sowie bei Angehörigen des Bundesgrenzschutzes üblich.
Die Schulterstücke sind begrifflich zu unterscheiden von den aus Tuch gefertigten Schulterklappen (in Deutschland bis 1920 amtlich Achselklappe; Österreich: Achselspange), die früher ausschließlich Teil der Unteroffiziers- und Mannschaftsuniform waren. Inzwischen werden Schulterklappen international auch von Offizieren getragen, überwiegend zum täglichen Dienst und am Kampfanzug. Ebenso haben Schulterklappen Einzug im zivilen Bereich gehalten (siehe unten). Ebenso sind Schulterstücke nicht mit Epauletten zu verwechseln.
Rangabzeichen bzw. Schulterstücke (sowie der Uniformschnitt) der Streitkräfte des deutschen Kaiserreiches wurden (in modifizierter Form) von der Reichswehr, der Wehrmacht und den Streitkräften der DDR übernommen. In der Bundeswehr ist die Bezeichnung „Schulterklappen“ verbindlich für Rangabzeichen, die auf dem Schulterteil von Uniformmantel, Uniformrock oder Jacke beziehungsweise Gesellschaftsanzug getragen werden.

## Entwicklung in Deutschland

### Militärwesen

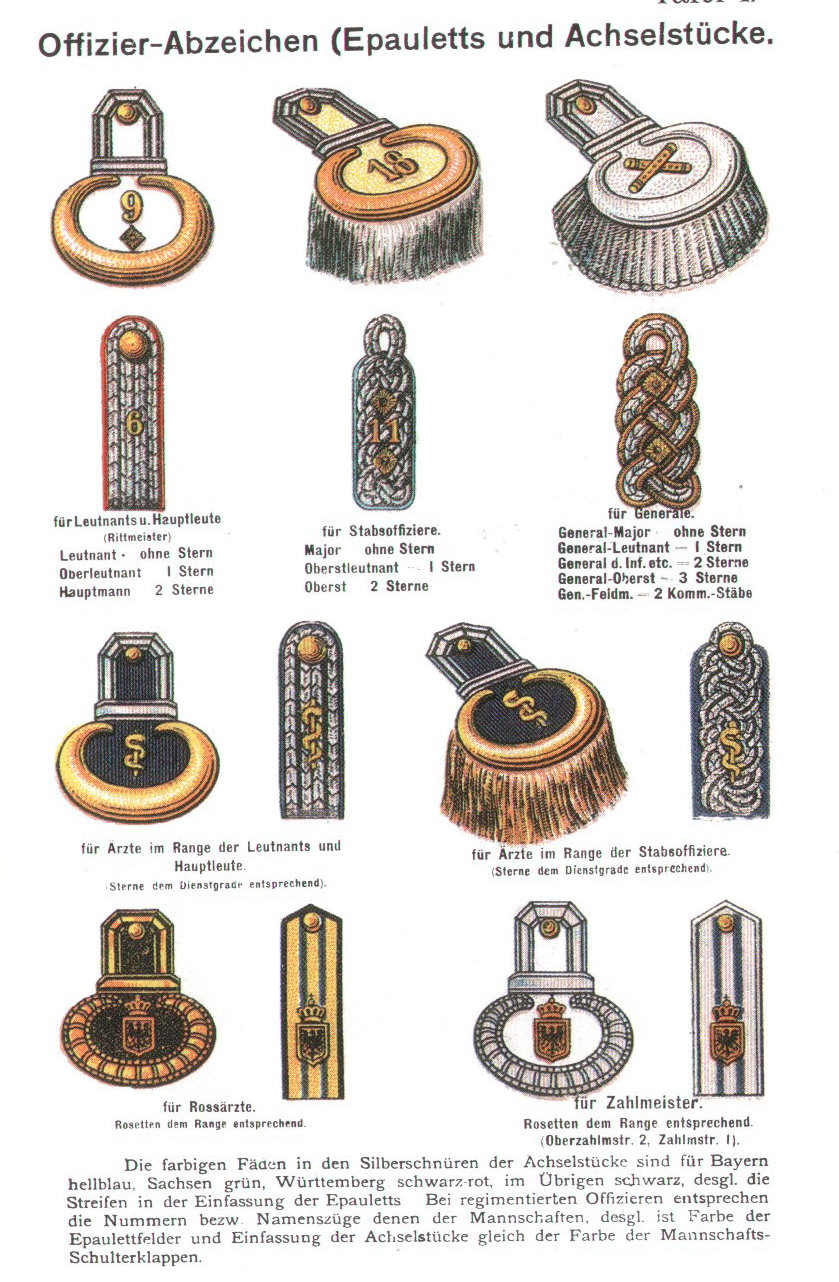
Rangabzeichen (Schulterstücke / Achselstücke und Epauletten) Generale und Offiziere Deutsches Kaiserreich bis 1918

Feldachselstücke wurden von Offizieren seit dem Deutschen Krieg 1866 in der preußischen Armee im Felde und beim kleinen Dienst anstelle der Epauletten getragen. Die Schulterstücke aus Metalltresse für Offiziere unterhalb des Dienstgrades Major wurden 1889 durch solche aus vier nebeneinander liegenden silbernen Plattschnüren ersetzt. Diese waren mit farbiger Seide in den Landesfarben durchwirkt. Stabsoffiziere und Generale führten von Beginn an geflochtene Achselstücke aus Metallschnur. Jene der Stabsoffiziere waren etwas schmaler und besaßen fünf Außenbögen, die etwa gleich langen, aber breiteren Achselstücke der Generale hatten nur vier Außenbögen. Die Stabsoffizier-Achselstücke bestanden die aus silberner, mit farbiger Seide in den Landesfarben durchwirkter Drahtschnur. Bei den Generalen war das Silbergeflecht mit Goldschur durchsetzt.
Obere Militärbeamte, wie die Zahlmeister, behielten die Tressenachselstücke von 1866 bei, teilweise bis zum Ersten Weltkrieg. Das galt lange auch für das obere tierärztliche Personal, die Ober-Rossärzte (seit August 1903: Ober-Veterinäre). Mit deren Überführung in das zum 1. April 1910 geschaffene Veterinäroffizierkorps erhielten approbierte Tierärzte ebenfalls die Schulterstücke aus Plattschnur oder aus Flechtschnur. Bei rangälteren Beamtenanwärtern (Aspiranten) und Unterbeamten (Unter-Zahlmeister, Unter-Rossärzte bzw. Unter-Veterinäre usw.) sowie bei den vor den Feldwebeln rangierenden Unteroffizieren (Offizierstellvertreter, Oberfeuerwerker, Oberbüchsenmacher usw.) waren die Achselstücke nur oben und seitlich mit Tresse besetzt, das Feld dazwischen bestand aus farbigem Abzeichentuch oder schlichtem Grundtuch.
Bei den Husaren trugen Unteroffiziere und Mannschaften anstelle von Achsel- bzw. Schulterklappen zwei oder drei weiße oder gelbe Plattschnüre (Achselschnüre), die ähnlich wie Achselstücke aussahen, aber nicht mit diesen verwechselt werden dürfen.
Der Bundesgrenzschutz trug noch bis um die Jahrtausendwende Schulterstücke ähnlich der Wehrmacht und der deutschen Polizei.

### Ziviler Bereich
Mehrheitlich wurden im Bereich der Freiwilligen Feuerwehren Nord- und Ostdeutschlands Schulterstücke getragen.
Die bis in die Gegenwart getragenen Schulter-Rangabzeichen im Offiziers- oder Generalsrang, sei es beispielsweise in Karnevalvereinen oder Schützenbruderschaften, sind mehrheitlich Schulterstücke sowohl im klassischen Sinne als auch per Definition.
Unter Verweis auf Rechtsnachfolge verwendete die Deutsch Reichsbahn (DR) 1945 bis 1993 Rangabzeichen für Chargen, vergleichbar gehobener Dienst aufwärts, ebenfalls Schulterstücke.

## Andere Staaten
Auch die Truppen des Osmanischen Reiches zogen mit Schulterstücken in den Ersten Weltkrieg, die mit den deutschen Rangabzeichen identisch waren. Die Rangabzeichen der im Ersten Weltkrieg auf deutscher Seite kämpfenden Polnischen Legion waren zumindest ähnlich. Auch für die Rangabzeichen der ehemaligen Königreiche Jugoslawien und Bulgarien sowie für die südamerikanischen Staaten Chile, Ecuador und Venezuela waren die deutschen Schulterstücke zumindest optisches Vorbild. Auch die höheren Unteroffiziersdienstgrade der dänischen Armee während des Zweiten Weltkrieges trugen Schulterstücke.

### Österreich

Beispiele für Achselschlingen in Österreich
Generaloberst (k. u. k. Heer)
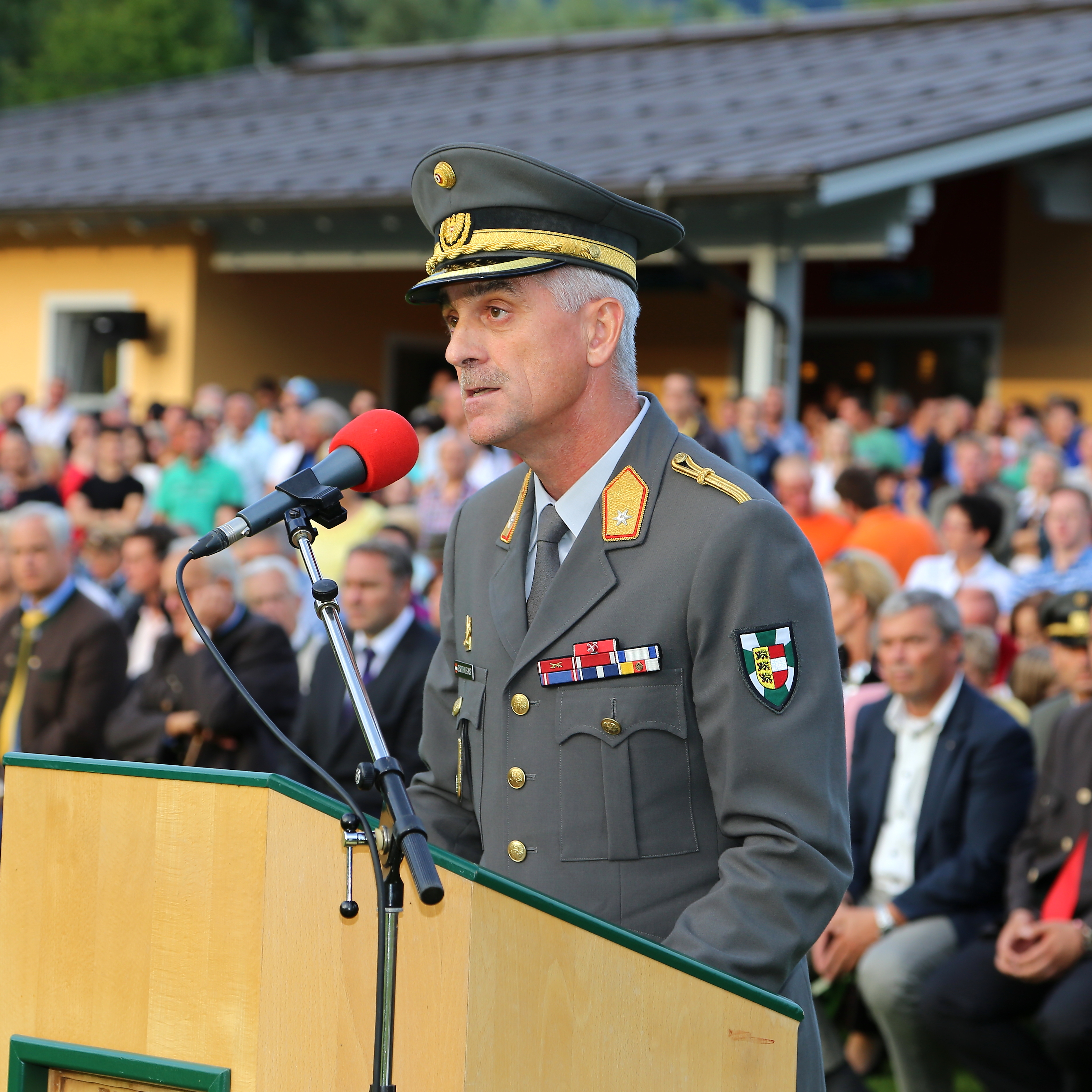
Generalmajor (Bundesheer)
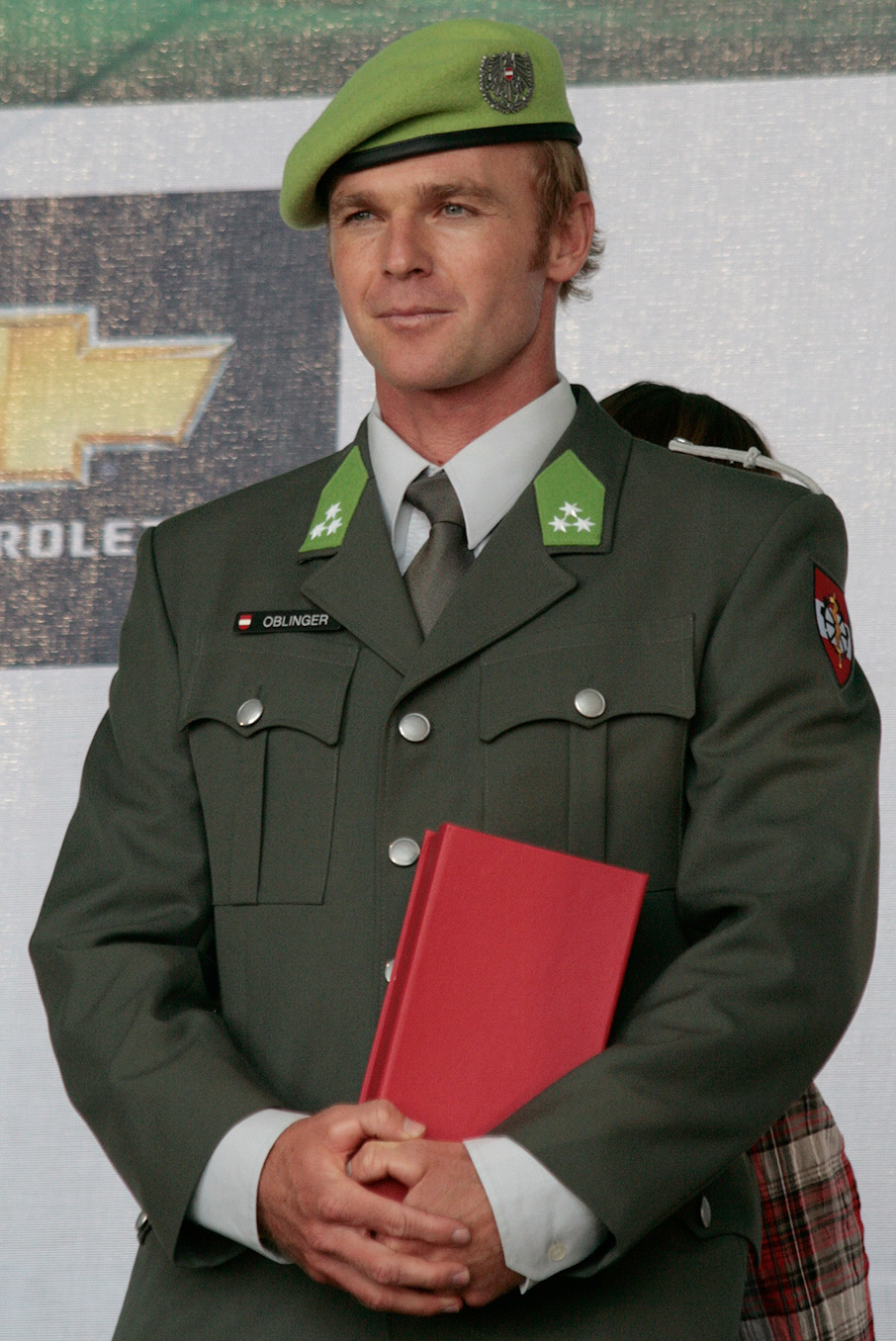
Zugführer (Bundesheer)

### Russland bis 1917

Beispiele für Achselschlingen auf der Dolmane ab 1908, hier: Husarenkorps
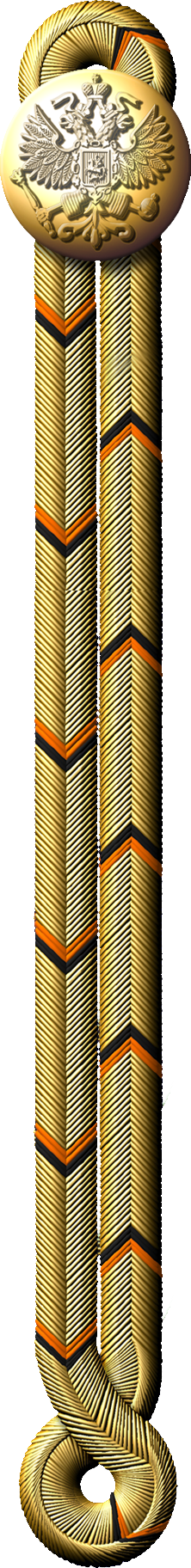
General der Kavallerie (Oberst, Rittmeister, Fahnenjunker)
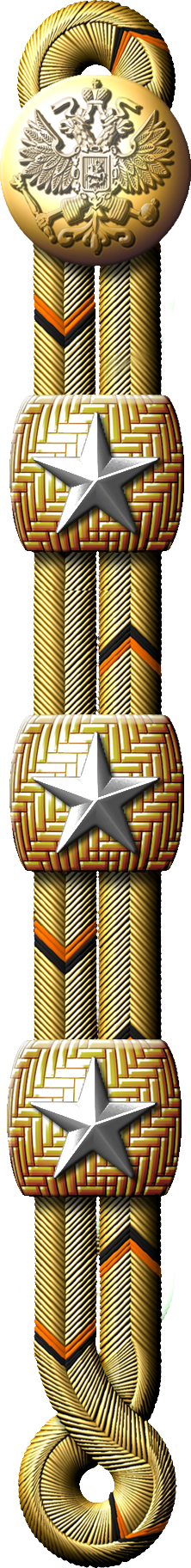
Generalleutnant (Oberstleutnant, Fähnrich)
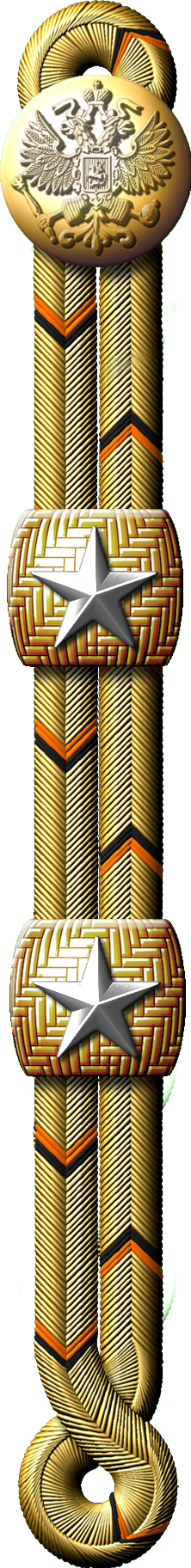
Generalmajor (Kornet)
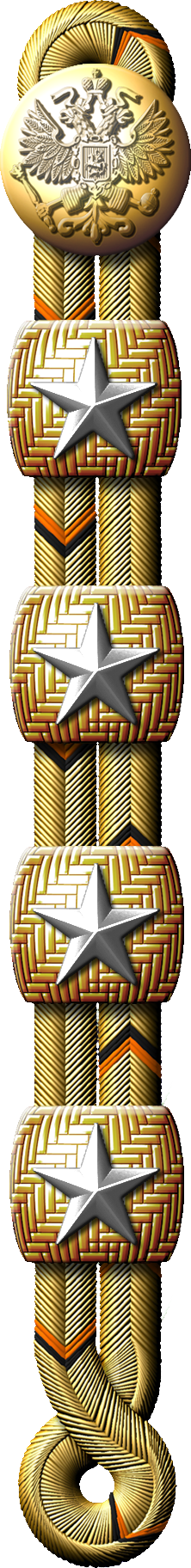
Stabsrittmeister